# Willy Schugens
Willy Schugens, né à Dinant le 31 juillet 1912 et mort à Liège le 29 avril 1981, est un homme politique, syndicaliste belge et militant wallon. 
Il fut l'un des grands compagnons de lutte d'André Renard durant l'occupation où il œuvre avec lui à la constitution d'un syndicalisme unifié, lui succédant au Congrès national wallon de 1953 pour venir réitérer l'appui de la classe ouvrière liégeoise au combat autonomiste, durant la Grève générale de l'hiver 1960-1961. Il fut son successeur à la tête de la régionale FGTB, Liège-Huy-Waremme.
Il entre au Sénat en 1971 où, après avoir démissionné de ses fonctions syndicales comme l'impose la règle à Liège, il siège jusqu'à sa mort en 1981.
En 1979, il témoigna de sa participation au Gouvernement wallon séparatiste de 1950.

## Source
- Encyclopédie du Mouvement wallon, tome III, p. 1472